# Böhlbrunnen

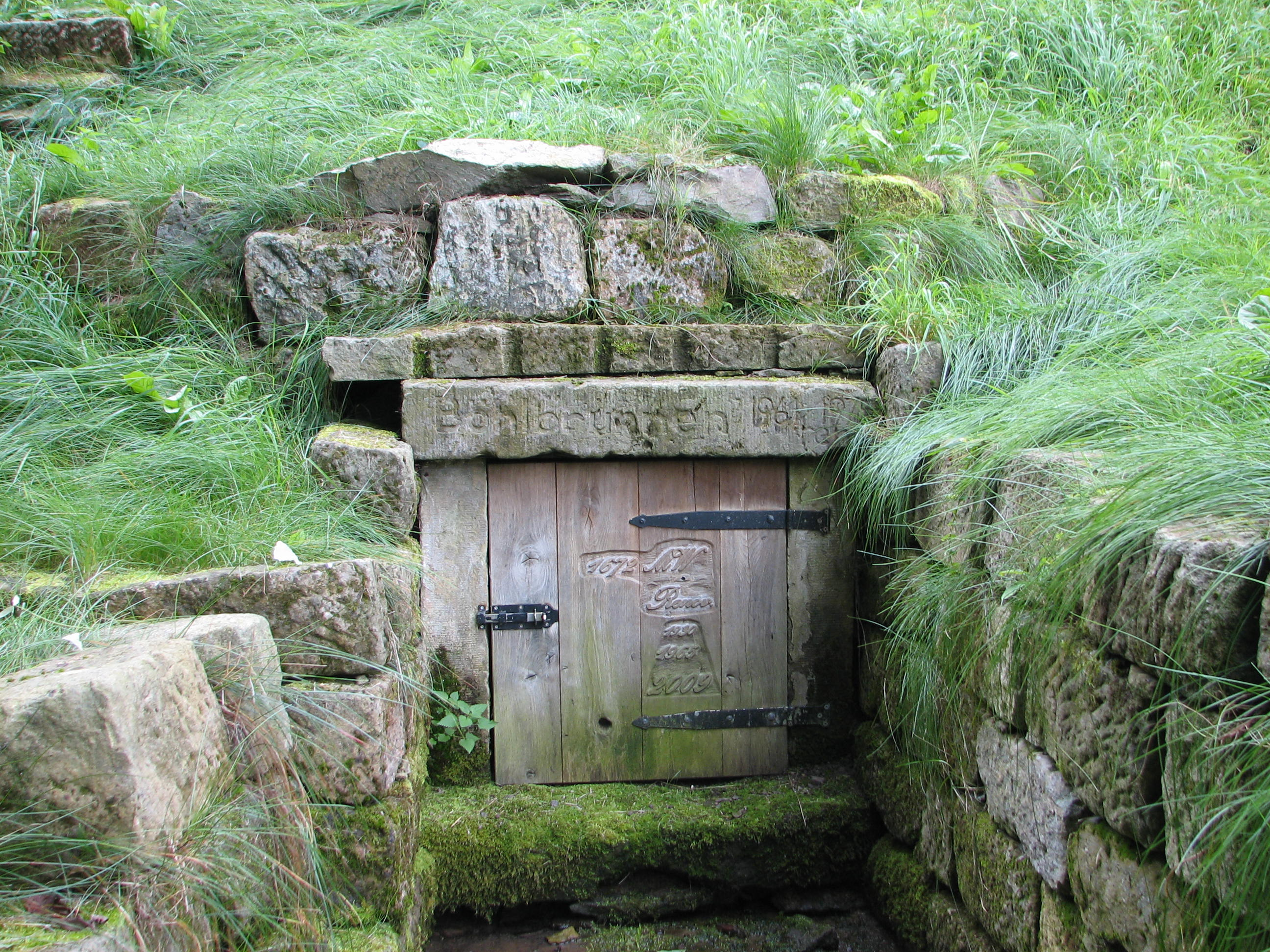
Ansicht des Brunnens

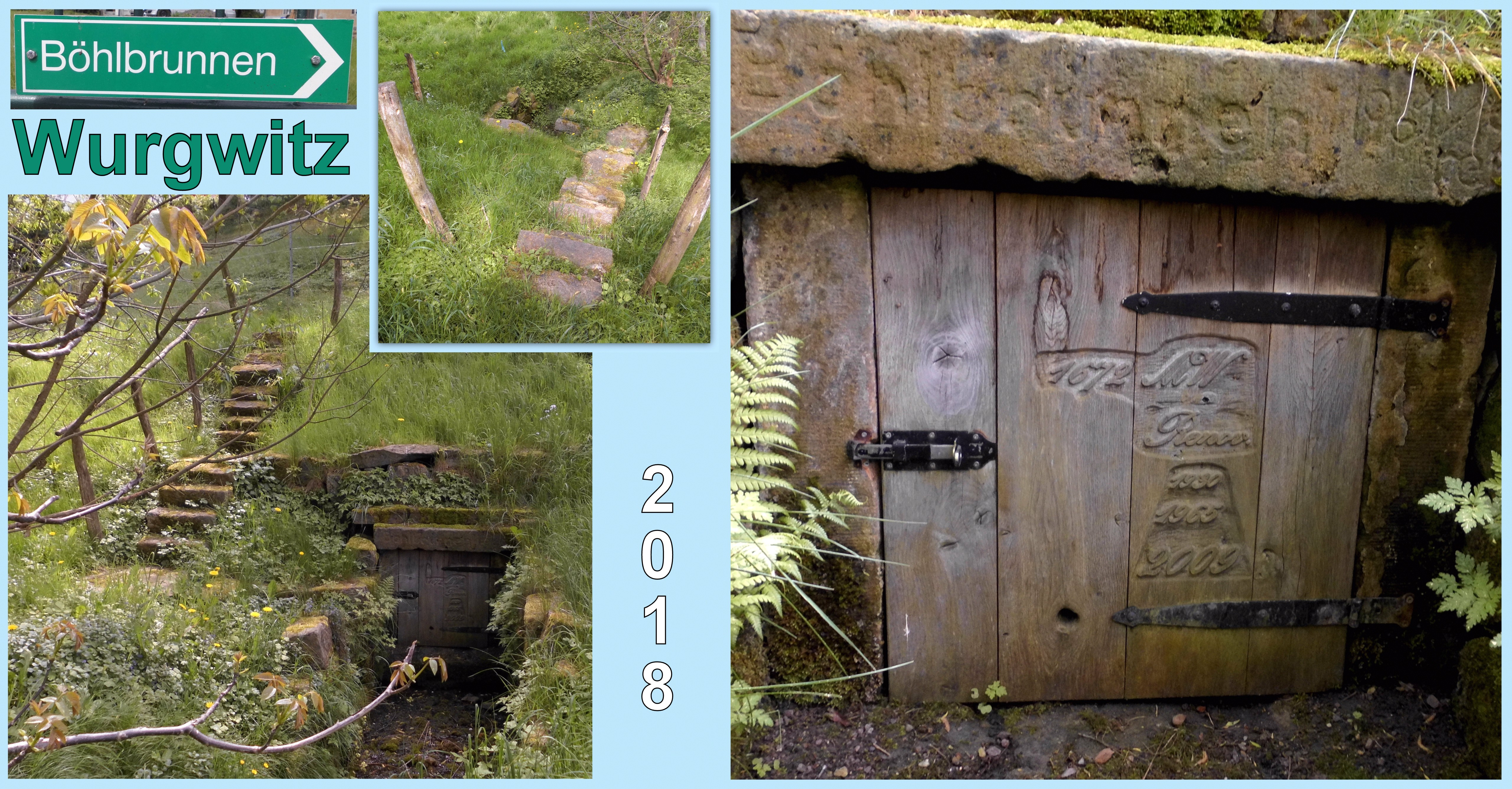
Der Brunnen im Mai 2018

Der Böhlbrunnen ist ein Sickerbrunnen im Stadtteil Wurgwitz der sächsischen Stadt Freital im Landkreis Sächsische Schweiz-Osterzgebirge. Er ist einer von mehreren Brunnen in der Region, die teils noch genutzt werden und über 20 Meter tief sind.
Der Brunnen befindet sich auf den Bornwiesen westlich des Jaucheteiches in der Gemarkung Wurgwitz. Zu erreichen ist er über einen Feldweg, der neben dem Haus Zöllmener Straße 33 auf die Zöllmener Straße Ecke Am Weinberg auftrifft. Die Einfassung der Wasserquelle fand im Jahr 1672 durch den Grundstücksbesitzer statt.
Eine Sanierung des Brunnes fand im Jahre 1965 mit Mitteln der damals noch eigenständigen Gemeinde Wurgwitz statt. Im Jahr 2009 wurde er erneut instand gesetzt und mit einer Eichentür versehen. Der Böhlbrunnen ist ein Kulturdenkmal der Stadt Freital und steht damit unter Denkmalschutz.